# Tong Wen
Tong Wen (Tianjin, 1 de fevereiro de 1983) é uma judoca chinesa que conquistou a medalha de bronze na categoria mais de 78 kg dos Jogos Olímpicos de Londres 2012.. Também foi campeã olímpica na mesma categoria nas Olimpíadas de 2008 em Pequim.